# 横浜高速鉄道
横浜高速鉄道株式会社（よこはまこうそくてつどう、英: YOKOHAMA MINATOMIRAI RAILWAY COMPANY）は、神奈川県横浜市中区元町1丁目（元町・中華街駅と同一場所）に本社を置き、みなとみらい線の運営およびこどもの国線の保有を行っている第三セクターの鉄道事業者である。
社名の「高速鉄道」とは新幹線のような高速鉄道ではなく、路面電車と比較して高速な都市高速鉄道を意味する。

## 概要
横浜みなとみらい21開発の一環として計画された鉄道新線「みなとみらい線」の事業主体として、1989年（平成元年）3月29日に横浜市や神奈川県などが出資する第三セクターとして設立された。民間の最大株主は、列車運行面などで関わりが深い東急電鉄の親会社である東急となっている。
横浜市が横浜市交通局の路線（横浜市営地下鉄）ではなく第三セクター鉄道方式を採用した理由は、同時期にブルーラインの延伸とグリーンラインの開業計画が進んでおり、交通局として新事業に着手するのは困難だったためである。
後にこどもの国線を通勤線化するにあたり、1997年（平成9年）8月1日に社会福祉法人こどもの国協会から鉄道施設を譲受し、同路線の第三種鉄道事業者となった（こどもの国協会時代から引き続いて東急電鉄が第二種鉄道事業者として運行を行う）。

### ロゴマーク
横浜高速鉄道のロゴマークはアルファベットの「Y」であり、イエローとグレーの2色から構成される（こどもの国線Y000系に掲出）。「Y」はYOKOHAMAをシンボライズしたもので、二つの翼は、未来へ向かって疾走する新しい都市交通の姿を表し、「人と人」「人と環境」の調和を表現している。カラーリングは、明るいイエローと、落ち着きのあるグレーの組み合わせにより、国際都市横浜と都市鉄道の可能性をシンボライズしている。

## 沿革
- 1989年（平成元年）3月29日 - みなとみらい線の事業主体として設立[1]。
- 1990年（平成2年）4月19日 - みなとみらい線の第一種鉄道事業免許取得。
同日付で、競合する横浜市営地下鉄3号線（関内 - 山下町）の鉄道事業免許が廃止された[9]。
- 1992年（平成4年）11月 - みなとみらい線の建設開始。
- 1997年（平成9年）8月1日 - こどもの国線を通勤線化するにあたり、社会福祉法人こどもの国協会から施設を譲り受け、同線の第三種鉄道事業者となる。
- 1999年（平成11年）8月1日 - こどもの国線でY000系営業運転開始。
- 2000年（平成12年）3月29日 - こどもの国線の通勤線化完成[10]。
- 2004年（平成16年）2月1日 - みなとみらい線開業、東急東横線と相互直通運転開始、同線でY500系営業運転開始[1]。
- 2007年（平成19年）3月18日 - PASMOを導入[11]。Suicaと相互利用可[11]。
- 2008年（平成20年）3月14日 - パスネットの自動改札機での使用を終了。なお、カードに印字される略号はYMだった。
- 2013年（平成25年）
  - 3月16日 - 東急東横線を介して東京メトロ副都心線・東武東上線・西武有楽町線・西武池袋線と相互直通運転開始[1]。
  - 3月23日 - 交通系ICカード全国相互利用サービス開始。
- 2019年（令和元年）10月1日 - みなとみらい線開業15周年を記念し、制服をリニューアル[12]。
- 2021年（令和3年）11月6日 - みなとみらい線新高島駅での可動式ホーム柵使用開始により、同線内全駅で設置が完了[13]。
- 2023年（令和5年）3月18日 - みなとみらい線でワンマン運転を順次開始[14]。
- 2024年（令和6年）12月4日 - みなとみらい線全駅で自動改札機でクレジットカードのタッチ決済、QRコードを活用した乗車サービスの実証実験を開始[15][16]。

## 路線
- みなとみらい線（みなとみらい21線）：横浜駅 (MM01) - 元町・中華街駅 (MM06)（4.1 km、第一種鉄道事業者）
- こどもの国線：長津田駅 (KD01) - こどもの国駅 (KD03)（3.4 km、第三種鉄道事業者。第二種鉄道事業者は東急電鉄）

みなとみらい線は、2004年2月1日の開業時から東急東横線と相互直通運転を行っており、2013年3月16日には東急東横線が東京メトロ副都心線・東武東上線・西武有楽町線・池袋線・狭山線との相互直通運転を開始し、東急電鉄・東京地下鉄・東武鉄道・西武鉄道の4事業者への直通運転も実施されている。また、2017年3月25日からは座席指定列車のS-TRAINの運行が開始され、西武池袋線経由で西武秩父線まで乗り入れている。

### 運賃
大人普通旅客運賃（小児半額・ICカードの場合は1円未満の端数切り捨て、切符利用の場合は10円未満の端数切り上げ）。
みなとみらい線、こどもの国線ともに、東急電鉄の路線とは運賃が別建てとなっている。
- みなとみらい線

| キロ程 | 運賃                     | 運賃                                |
| キロ程 | 1円単位運賃 （交通系IC） | 10円単位運賃 （きっぷ・タッチ決済） |
| ------ | ------------------------ | ----------------------------------- |
| 1 - 3  | 193                      | 200                                 |
| 4 - 5  | 224                      | 230                                 |

いずれも鉄道駅バリアフリー料金（10円）を含む。
- 新高島駅 - 馬車道駅の間の各駅と、横浜駅を挟んで以下の各駅との間を乗車する場合、普通運賃が大人20円・小児10円引きとなる。
  - 東急電鉄 東横線：反町駅 - 白楽駅間の各駅
  - 京浜急行電鉄 本線：子安駅 - 神奈川駅間の各駅、戸部駅、日ノ出町駅
  - 相模鉄道 本線：平沼橋駅 - 天王町駅間の各駅

- 東急電鉄との連絡定期券は、東急線内とみなとみらい線内でそれぞれ以下の割引を行う。
  - 通勤1か月・通勤3か月 - 無割引
  - 通勤6か月 - 1割引
  - 通学1か月・通学3か月 - 1割引
  - 通学6か月 - 2割引

- こどもの国線：「東急こどもの国線#運賃」および「東急電鉄#運賃」を参照。

## 車両
- Y500系（みなとみらい線 元住吉検車区配置）
- Y000系（こどもの国線 長津田検車区配置）

自社独自の車庫はなく、両車両とも運行および整備は東急電鉄に委託されている。ただし上記検車区の一部を借地契約で自社の基地として使用する形態となっており、形式上は横浜高速鉄道の車両基地に所属する扱いとなっている。

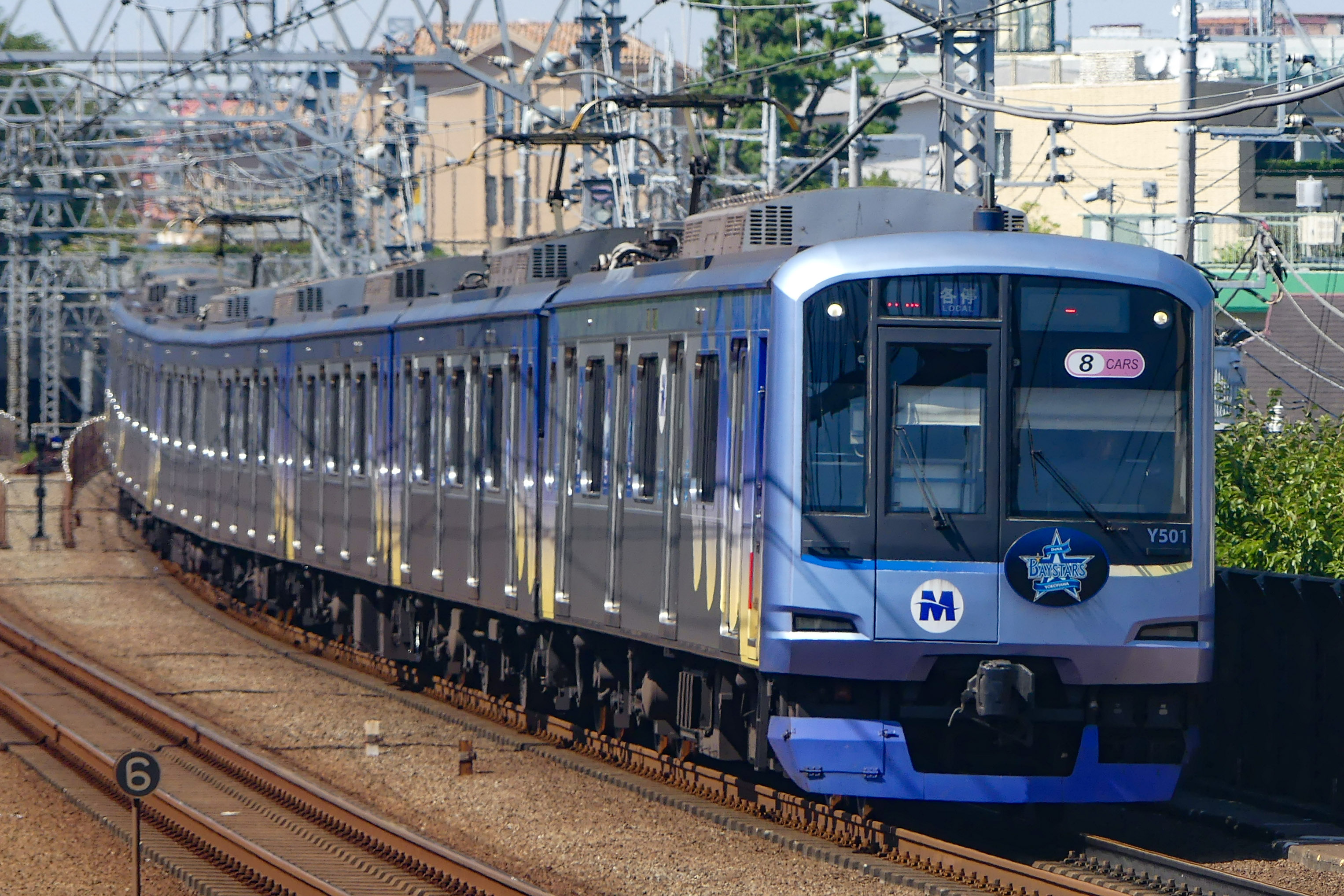
みなとみらい線Y500系
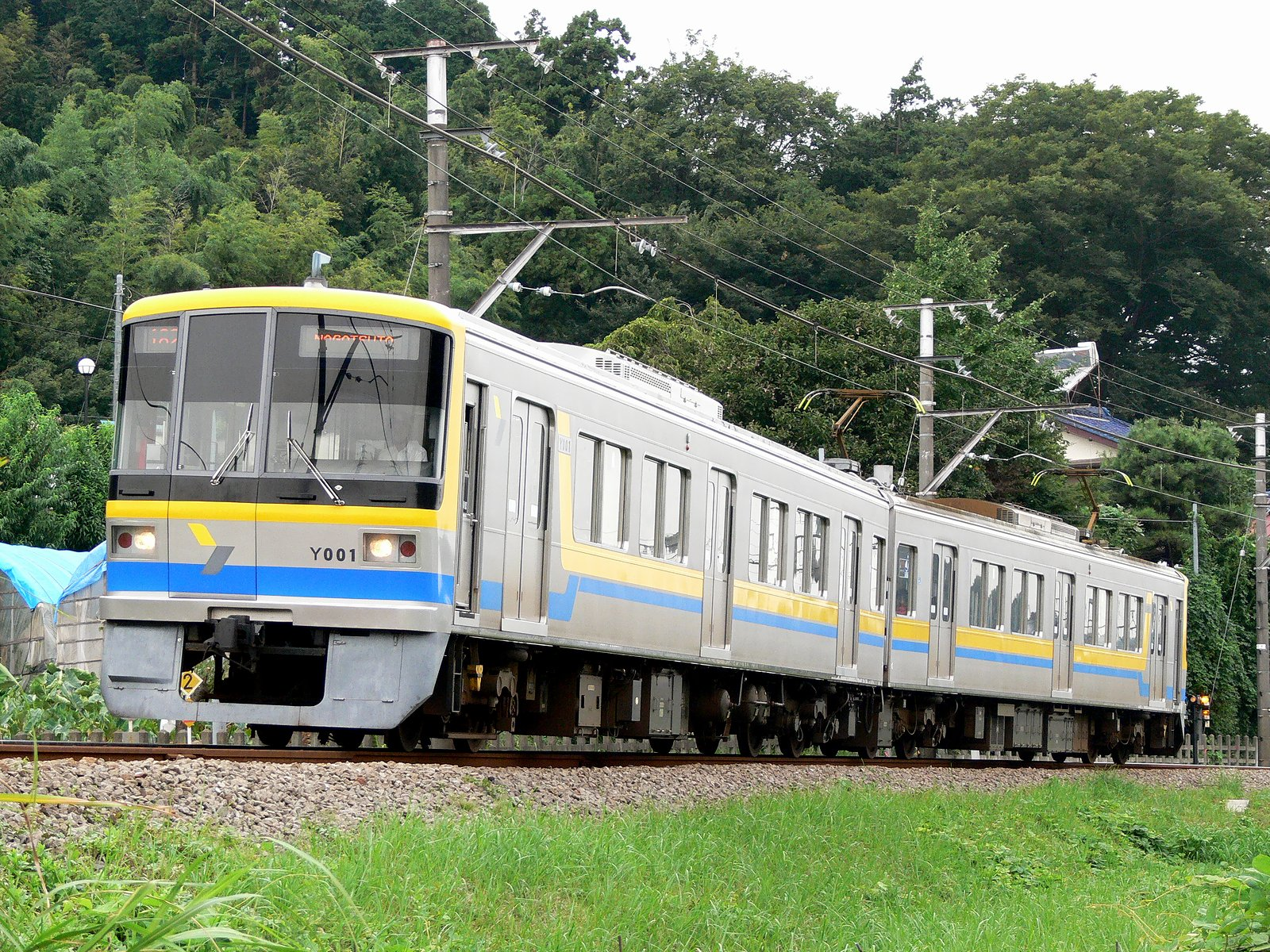
こどもの国線Y000系

## 賃貸施設
京浜急行電鉄横浜駅の改良工事にあたり、鉄道駅総合改善事業の補助金を受けるため、横浜高速鉄道が事業主体となって北部改札施設・みなみ通路接続通路・下りホーム等を整備し、完成後は京浜急行電鉄に賃貸している。

## 損益
2004年（平成16年）2月1日のみなとみらい線開業に伴い、着実に営業利益を伸長させてきている（2014年3月期の営業利益は約16.1億円）一方で、設備投資等も要求され借入金や長期債務の金利負担が重く、毎期20億円近くの支払利息が発生しているものの、堅調な営業利益増や、それによる金利負担削減策等で、2014年3月期において初めて約3.9億円の純利益を計上した。しかし2015年3月期は約3.4億円の赤字と再び赤字決算となったことで、現時点で約122.5億円近い累積欠損を抱えており、暫くは厳しい経営状況下にある。